# Tropique du Cancer (roman)
Pour les articles homonymes, voir Tropique du Cancer (homonymie).
Tropique du Cancer (Tropic of Cancer) est un roman américain d'Henry Miller paru en 1934 à Paris. Premier ouvrage publié de l'auteur, il paraît en langue anglaise, et restera longtemps interdit de commerce et de diffusion aux États-Unis et en Grande-Bretagne.

## Résumé
Ce roman semi-autobiographique se déroule dans les années 1930 en France, surtout à Paris. Le narrateur est un Américain âgé de 47 ans, qui a fait de nombreux métiers par le passé, et cherche à devenir un écrivain du vice. Certains chapitres racontent à la première personne sa vie en France parmi ses amis et ses collègues, d'autres suivent le cours de ses pensées à la manière du courant de conscience proche du monologue intérieur. Dans plusieurs passages, le narrateur décrit ses relations sexuelles de façon explicite.

## Réception
Écrit à partir de 1931 comme en témoigne la correspondance de l'auteur avec Michael Fraenkel, le roman est publié en 1934, en anglais, à Paris, par Obelisk Press, avec une jaquette de couverture dessinée par Maurice Girodias, le fils de l'éditeur (qui signe Maurice J. Kahane). Celle-ci comporte la mention suivante : « Not to be imported in Great Britain or U.S.A. ». Il n'est publié aux États-Unis qu'en 1961 où il est aussitôt poursuivi pour obscénité. Le jugement sera cassé en 1964, et le livre restera un exemple d'ouvrage scandaleux.
La première édition française ne paraîtra que le 15 décembre 1945 chez Denoël, traduit par Paul Rivert et préfacé par Henri Fluchère, grâce à Robert Denoël.
Blaise Cendrars écrivait dans la revue Orbes en 1935 que c'est le roman par lequel « un écrivain américain nous est né ».
Cet ouvrage figure à la 50e place dans la liste des cent meilleurs romans de langue anglaise du XXe siècle établie par la Modern Library en 1998.

## Adaptation au cinéma
Le roman est adapté au cinéma par Joseph Strick en 1970 sous le titre Tropique du Cancer avec Rip Torn dans le rôle d'Henry Miller : le film a été classé X par les autorités américaines de visionnage.